# Tea Peter
Tea Peter («Чайный Питер») — двадцать первая серия десятого сезона мультсериала «Гриффины». Премьерный показ состоялся 13 мая 2012 года на канале FOX.

## Сюжет
Питер присутствует на открытии аптеки Морта Голдмана, там он замечает табличку на двери «Входите, мы открыты!» Недолго думая, Питер берёт одну из таких табличек к себе домой и прикрепляет её к входной двери. Лоис возмущена тем, что дом наполнен незнакомцами, желающими приобрести что-нибудь из дома Гриффинов, но Питер стоит на своем — выручка растёт, дела идут, как надо. В это время в доме появляется Джо, который говорит, что вынужден закрыть незаконный бизнес Питера. Гриффин очень отчаивается, проклиная местные законы.
Питер сидит в баре с Гленном, который, кстати говоря, тоже не очень доволен местным законодательством. Вдруг они видят по телевизору объявление о проведении митинга под названием «Чаепитие», движение которого занимается борьбой с правительством. Питер идет на этот митинг, на нём выступает Картер (переодетый под рабочего), говорящий о несправедливости системы законов и прося присоединиться к сообществу «Чаепития», забрасывая всех бесплатными брелоками для ключей.
Придя домой, Питер подвергается критике со стороны Брайана, который абсолютно уверен, что это сообщество спонсируют богачи, желающие при помощи обычного народа разрушить существующие законы для своей же пользы. Питер не слушает Брайана, вместо этого он идет в представительство «Чаепития», где он встречает Картера. На минуту Питер раздумывает над словами Брайана, но Пьютершмидт говорит, что это всё — выдумки, назначая Гриффина на одну из руководящих должностей сообщества для сбора подписей в поддержку «Чаепития».
Народ выходит из домов, окружая местную администрацию и требуя распустить парламент. Мэр Адам Вест в итоге принимает решения именно так и поступить, говоря, что он — служитель народа. Забрав с собой одну из колонн администрации, Адам Вест уходит. Народ радуется победе. Однако радость длится недолго — Гриффины, сидя дома, обнаруживают, что из труб предприятия Картера Пьютершмидта валит дым, загрязняющий атмосферу. Брайан оказался прав: пожаловаться больше некому, электричества нет, воды нет, мусор не вывозится уже давно — в городе царит хаос, беспорядок, преступность.
Питер обращается к народу с крыльца администрации Куахога, призывая назначить одного человека управляющим, говоря о необходимости платить налоги ежегодно для того, чтобы можно было пользоваться коммунальными благами. В итоге все жители согласны с таким предложением, Питер же думает, что он изобрел новую систему управления городом. Лоис говорит, что гордится Питером, но тот заявляет, что ему куда важнее то, что про него напишут в социальных сетях. Открыв ноутбук, Питер расстраивается.

## Рейтинги
- Рейтинг эпизода составил 2.4 среди возрастной группы 18—49 лет.
- Серию посмотрело порядка 4.94 миллиона человек.
- Рейтинги упали по сравнению с предыдущим эпизодом «Leggo My Meg-O». Впервые в истории сериала количество зрителей в момент премьеры эпизода было меньше пяти миллионов.[1]

## Критика
- Эпизод получил смешанные отзывы критиков.
- Кевин МакФарланд из A.V. Club дал эпизоду оценку C+, поясняя: «основной сюжет мне не очень понравился, хотя он смеялся над вставками в эпизоде».[2] Он также отметил: «я считаю, что каждый последователь движения "Чаепития" на месте Питера предложил бы такой же способ разрешения ситуации...»[2]
- Картер Дотсон из TV Fanatic дал эпизоду 2.7/5 звезд, подвергая критике отсутствие хорошего юмора.[3] Он также добавил: «Сам Сет МакФарлейн является известным либералом...проблема в том, что сделать эту историю смешной создателям сериала не удалось...»[3] В конце Дотсон сказал: «этот эпизод ничем не удивил, и, таким образом, в нем нет ничего глубокого, или, по крайней мере, развлекательного.»